# (14172) Amanolivere
(14172) Amanolivere est un astéroïde de la ceinture principale.

## Description
(14172) Amanolivere est un astéroïde de la ceinture principale. Il fut découvert le 10 novembre 1998 à Socorro (Nouveau-Mexique) par le projet LINEAR. Il présente une orbite caractérisée par un demi-grand axe de 2,44 UA, une excentricité de 0,16 et une inclinaison de 2,8° par rapport à l'écliptique.

## Compléments